# Helvier

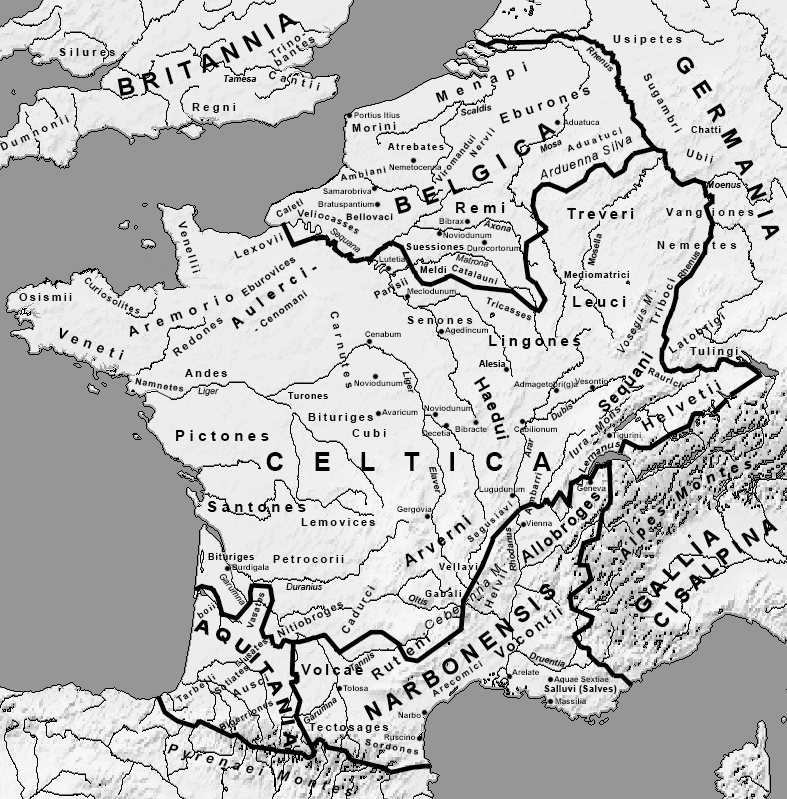
Keltische Stämme in Gallien

Die Helvier oder Helvii (seltener auch Elui oder Elvi, altgriechisch Ἑλουοί) waren ein zahlenmäßig eher kleiner keltischer Volksstamm im Gebiet des westlichen Rhônetals bzw. der historischen Provinz des Vivarais.

## Siedlungsgebiet
Das Siedlungsgebiet der Helvier war in etwa identisch mit dem heutigen Département Ardèche. Die Stadt Alba Helviorum (von Claudius Ptolemäus als Alba Augusta bezeichnet) war ihre Hauptstadt; sie wird mit dem heutigen Ort Alba-la-Romaine identifiziert. Gaius Iulius Caesar gruppierte die Helvier unter die Bürgerschaften (civitas) und nicht unter die Siedlungen (pagus) ein. Der Historiker und Geograph Strabon definierte die Rhône als Ostgrenze ihres Siedlungs- und Herrschaftsgebiets.

## Geschichte
Durch die Eroberung Südgalliens und der Schaffung der Provinz Gallia Narbonensis in den Jahren 125–118 v. Chr. gerieten die Helvier unter die Oberhoheit und den kulturellen Einfluss des Römischen Reiches. In den 70er Jahren des 1. vorchristlichen Jahrhunderts löste der auf der Iberischen Halbinsel residierende Prätor Quintus Sertorius sein Hoheitsgebiet aus der Oberherrschaft Roms. Nach seiner Ermordung durch den Konkurrenten Marcus Perperna mussten die Helvier, die sich auf die Seite des Quintus Sertorius gestellt hatten, Teile ihres Gebiets an die romtreue Stadt Massilia abtreten. Im Jahr 52 v. Chr. unterstützten sie jedoch Caesar bei seinem Kampf gegen Vercingetorix; daraufhin gab dieser ihnen das an Massilia abgetretene Territorium wieder zurück.
Laut Strabon gehörten die Helvier unter Augustus der neu eingerichteten Provinz Gallia Aquitania an, im 1. Jahrhundert wurden sie der Gallia Narbonensis zugeordnet. Danach scheinen die Helvier in der römischen Kultur und Lebensweise aufgegangen zu sein, denn aus späterer Zeit sind keine Nachrichten mehr überliefert.